# Ларионово (Тверская область)
Ларио́ново — деревня в Селижаровском районе Тверской области. Центр Ларионовского сельского поселения.
Расположена в 4 километрах к северу от районного центра Селижарово, на реке Сижина. Через деревню проходит автодорога «Селижарово-Ключи». К югу от деревни, ближе к Селижарово, находится деревня Большое Ларионово, где фактически расположена администрация МО Ларионовское сельское поселение.

## Население
| 2010 |
| ---- |
| 14   |

## История
Во второй половине XIX — начале XX века деревня Ларионово относилась к Воскресенскому приходу Селижаровской волости Осташковского уезда. В 1889 году в деревне Ларионово 12 дворов, 65 жителей.
В 1997 году — 9 хозяйств, 21 житель.